# さもあり
さもありは、日本のAV監督。実業家。AV監督としては「甘サド」というジャンルを確立。『E＋グループ』CBO(Chief Branding Officer)最高ブランディング責任者としても活躍している。風俗店のプロデューサーの顔も持つ。

## 略歴
フランス在住のファッション系スチールカメラマンをしたのち、帰国後はカメラマンの仕事をしつつハプニングバーなどエロ産業でも勤務。やりたいことが全部かなえられる仕事に就きたいと2016年にAVメーカー・ROCKETでの監督デビューを経て、28歳の時にワープエンタテインメントに入社。約3年間社員監督を務めたのちに独立。監督が作品ブランディングに取り組める環境だったことから「僕はワープじゃなければAV監督になれなかった」とのちのインタビューで述べている。フリーランスとなってからは男の乳首を攻める「チクシャッ」作品で2020年から2021年にかけてブレイク。2021年6月には白泉社の漫画雑誌『ヤングアニマル』でインタビューを受け掲載された。
2021年頃よりアダルトビデオなどで「甘サド」と呼ばれる嗜好ジャンルが生まれ、流行となったが、火付け役となったのはさもありの作品であり、「甘やかしながら攻める（サディスティック）」の略で、笑顔で気ままに男を優しく攻めるイメージとのこと。AV女優の白桃はなは、しっかりしたSとMの関係を緩く設定し間口を広め、赤ちゃんをあやすようなイメージと回答している。
2022年3月、集英社『週刊プレイボーイ』2022年エロデミー賞において監督賞受賞。M男ブームを作ったこと、女優の事後インタビューを冒頭に持ってくる演出などが評価された。

## 人物
生来のM気質を自認しており、かつては女王様に乳首を針で刺されたことがある。ドキュメンタリー風作品を撮ることが多いがドキュメンタリーが撮りたいわけではなく、感情移入しやすい演出を求めた結果とインタビューでは答えている。
ファッション系の現場出身だけに撮影現場ではスタイリストも兼業することが多く、「AVは脱いだら終わり」がモットー。パッケージ写真はプロデューサーの意向が反映されるものの、SNSでの拡散したいことも含め服を着た写真が好みであるという。勝てないと思ったカメラマンにレン・ハンを挙げている。カメラマン時代に憧れたのはバンクシーやバスキア。
「チクシャッ」系作品では撮影順や香盤などが書かれた一般的な台本とは別に、乳首の攻め方をレクチャーした資料集のような台本を用意している（作品によってはその説明の様子も収めている）。
特徴的な監督名はハプニングバー勤務時代のスタッフネームに由来する。
痴女ものを得意とするAV監督の真咲南朋とは、真咲はさもありの、さもありは真咲の作品を悪く言っている、という作り話が業界内に流され、お互い直接話した事も無かったにも関わらず、その噂話をきっかけに不仲になっていたが、その状況を見かねた共通の知り合いであるプロデューサーが間を取り持ち、二人をランチに誘い直接会話を交わしたことによりお互いの誤解が氷解。その後、さもありの誕生日作品『ココは天国or地獄?! 無限射精! 無限メスイキ! 無限乳首責め! 無限寸止め! 全M男が夢みる中出しハーレム誕生日会』に真咲が出演し、さもありのアナルを掘ったのをきっかけに仲良くなり交流を持つようになった。さもありはその後の二人の関係値を真咲が上で、自分が子分とインタビューで明かしている。
映像に関してはAV＝スナップ写真の延長線上の記録と捉えており、特定のカメラマンを置かず、室内に多数のカメラを設置して編集で一本にする、照明機材を置かず地明かりで撮るなどの演出法が特徴。

## おもな監督作
いずれもシリーズ作品すべてを担当。
- チクシャ!（2020年10月 - 2021年6月、ティーチャー/妄想族）
- 夜を使いはたして、朝陽が昇るまで（女優名）にひたすら犯され続けたい。（2021年3月 - 2022年9月、ケイ・エム・プロデュース）
- いきなり逆ナンハーレム〇〇（2021年4月 - 2022年8月、kira☆kira）
- マジ！？乳首だけでイケちゃうの！？ノーハンドこねくり暴発チクシャッ！（2021年6月 - 2023年10月、本中）
- えぇー、本当に、ココで…男潮吹いちゃうの！！？（2021年6月 - 2022年5月、ムーディーズ）
- 一夜を使い果たして朝陽が昇るまでの二人っきりの自宅でただひたすら（女優名）に痴女られたい。（2021年8月 - 2023年12月、ムーディーズ）
- M男クンと（女優名）を郊外の一軒家に完全放置（2021年11月 - 2022年7月、エスワン）※女優の下着がカルバンクラインで統一されている。
- 朝を迎えてもひたすら犯されたい…（2021年12月 - 2023年8月、エスワン）